# Varicosporium macrosporum
Varicosporium macrosporum är en svampart som beskrevs av Nawawi 1974. Varicosporium macrosporum ingår i släktet Varicosporium och familjen Helotiaceae.   Inga underarter finns listade i Catalogue of Life.